# Wolfgang Kogert
Wolfgang Kogert (* 1980 in Wien) ist ein österreichischer Organist.

## Leben
Wolfgang Kogert absolvierte seine Studien an der Universität für Musik und darstellende Kunst Wien, an der Musikhochschule Stuttgart sowie an der Hochschule für Musik Detmold. 2006 gewann er den Internationalen Orgelwettbewerb Musica Antiqua in Brügge, 2013 war er Artist in Residence an der Cité Internationale des Arts Paris.
Als Solist gastierte Kogert u. a. im Musikverein Wien, im Palais des Beaux-Arts de Bruxelles, im Stavanger Konserthus und in der Tokyo Opera City Concert Hall. Er wurde an Kirchen wie Notre-Dame de Paris und dem Freiburger Münster eingeladen und arbeitete mit dem Pittsburgh Symphony Orchestra, dem Sydney Symphony Orchestra oder dem ORF Radio-Symphonieorchester Wien zusammen.
2012 wurde er als Organist an die Wiener Hofburgkapelle berufen. Seit 2019 ist er Kustos der Orgel des ORF RadioKulturhaus in Wien und seit 2024 Orgelkurator beim  Carinthischen Sommer.
Kogert verbindet eine intensive Zusammenarbeit mit Komponisten wie zum Beispiel Friedrich Cerha, Younghi Pagh-Paan, Jean-Pierre Leguay oder Wolfgang Mitterer, wobei er zahlreiche Werke zur Uraufführung brachte. 
Von 2010 bis 2016 unterrichtete Kogert an der Hochschule für Musik Detmold. Seit 2015 ist er an der Universität Mozarteum Salzburg tätig, wo 2019 seine künstlerische Habilitation erfolgte. 2020 übernahm er eine Professurvertretung an der Hochschule für Musik Freiburg.
Wolfgang Kogert ist verheiratet mit der ORF-Moderatorin Theresa Vogl und Vater einer Tochter.

## Uraufführungen (Auswahl)
- Thomas Amann: hands, yard, infinity für Orgel und Orchester, UA: 2013, Musikverein Wien (Wolfgang Kogert, ORF RSO Wien, Cornelius Meister)[5]
- Bernd Richard Deutsch: Okeanos. Konzert für Orgel und Orchester, UA: 2015, Musikverein Wien (Wolfgang Kogert, ORF RSO Wien, Stefan Asbury)[6]
- Katharina Klement: Drift für Orgel und Elektronik, UA: 2015, ORF RadioKulturhaus Wien[7]
- Wolfgang Suppan: Influx, UA: 2017, Hofburgkapelle Wien
- Christoph Herndler: rondo, UA: 2017, Kunst-Station Sankt Peter Köln
- Zsigmond Szathmáry: Toccata breve, UA: 2019, Stiftskirche Wilten
- Wolfgang Mitterer: fuoco für Orgel und Elektronik, UA: 2020, ORF RadioKulturhaus Wien[8]
- Klaus Lang: tönendes licht. für Orgel und Orchester, UA: 2020, Stephansdom Wien (Wolfgang Kogert, Wiener Symphoniker, Peter Rundel)[9]
- Maximilian Schnaus: Hymnus pro hodierno mundo et adveniente, UA: 2020, Stephansdom Wien[10]
- Gerald Resch: Hanni. Monolog mit Musik, UA: 2021, Brucknerhaus Linz (Maxi Blaha, Wolfgang Kogert, Ensemble PHACE)[11]
- Friedrich Cerha: Toccata, UA: 2021, ORF RadioKulturhaus Wien[12]
- Klaus Lang: el sonido luminoso., UA: 2022, Wiener Konzerthaus[13]
- Karlheinz Essl: Prendere il Fa, UA: 2022, St. Martin Kassel[14]
- Christoph Herndler: a rose is a rose is …, UA: 2022, St. Martin Kassel
- Jennifer Higdon: Brass Short Organ Mass für vier Posaunen und Orgel, UA: 2023, ORF RadioKulturhaus Wien (Posaunenquartett des ORF RSO Wien, Wolfgang Kogert)[15]
- Bernhard Lang: Organ Loops Vol. 1, UA: 2023, Wien Modern[16]
- Younghi Pagh-Paan: In the prayer, UA: 2024, Abendmusiken Graz[17]
- Beat Furrer: Angelus descendens, UA: 2024, Carinthischer Sommer[18]

## Diskographie (Auswahl)
- Leonard Bernstein: Mass. Tonkünstler-Orchester Niederösterreich, Company of Music, Tölzer Knabenchor, Chorus sine nomine, Dirigent: Kristjan Järvi (Chandos; 2009)
- Orgelmusik am Wiener Hof. Werke von Georg und Gottlieb Muffat. An der Sieber-Orgel der Michaelerkirche Wien (NCA; 2009)
- Robert Schumann: Manfred. Tonkünstler-Orchester Niederösterreich, Wiener Singverein, Dirigent: Bruno Weil (Preiser Records; 2010)
- Gustav Mahler: Symphonie Nr. 8. ORF RSO Wien, Wiener Singverein, Wiener Sängerknaben. Dirigent: Bertrand de Billy (Oehms Classics; 2011)
- Felix Mendelssohn Bartholdy: Symphonie Nr. 2 „Lobgesang“. Tonkünstler-Orchester Niederösterreich, Chorus sine nomine, Dirigent: Andrés Orozco-Estrada (Preiser Records; 2011)
- Johann Caspar Kerll – sämtliche freie Orgelwerke. An der Wöckherl-Orgel der Franziskanerkirche Wien (NCA; 2012)
- B-A-Cer-Ha. Werke von Friedrich Cerha und Johann Sebastian Bach (ORF-CD 3186; 2015)
- Rejoice! Werke von Charles Stanford, Arvo Pärt, James MacMillan, Herbert Howells, Charles Ives, Olivier Messiaen, Benjamin Britten. Mit dem Bachchor Salzburg, Dirigent: Alois Glaßner (Gramola; 2018)
- Drift. Compositions for instruments with electronics by Katharina Klement (chmafu nocords; 2018)
- Zsigmond Szathmáry: Orgelwerke. Mit Martin Schmeding, Zsigmond Szathmáry, Olaf Tzschoppe, Anikó K. Szathmáry (Cybele; 2019)
- Farbenspiel. Werke von Georg und Gottlieb Muffat, Leopold und Wolfgang Amadeus Mozart, Johann Pachelbel, Joseph Haydn, Johann Georg Albrechtsberger, Pier Damiano Peretti und Wolfgang Sauseng. An der Pfliegler-Orgel der Wallfahrtskirche Hafnerberg (Freunde der Wallfahrtskirche zu unserer lieben Frau am Hafnerberg; 2021)
- Paul Hindemith: Sancta Susanna, op. 21. ORF RSO Wien, Wiener Singakademie, Dirigentin: Marin Alsop (Naxos; 2021)
- Horizon. Werke von Friedrich Cerha, Klaus Lang, Jean-Pierre Leguay, Younghi Pagh-Paan, Christoph Herndler, Bernd Richard Deutsch, Thomas Lacôte, Wolfgang Suppan und Zsigmond Szathmáry (Cantate; 2022)
- ORGANO/LOGICS. Sämtliche Orgelwerke von Karlheinz Essl (col legno; 2023)
- Christoph Herndler: A rose is a rose is ... Organ Music 2009–2019 (Da Vinci Classics; 2023)
- Wiener Sängerknaben: 525 Jahre Festkonzert aus dem Musikverein Wien, Gesamtleitung: Gerald Wirth (Deutsche Grammophon; 2023)
- Klaus Lang: tönendes licht. Wolfgang Kogert, Wiener Symphoniker, Dirigent: Peter Rundel (Kairos; 2025)

## Publikationen (Auswahl)
- Neues Repertoire für Orgel seit dem Jahr 2000. In: Das Orgelforum, Nr. 21, Wien 2018.
- Josef Matthias Hauer: Zwei Zwölftonspiele für Orgel. Musikverlag Doblinger, Wien 2021.
- "Es gab Gegenwind, aber der hat mich nicht interessiert." Zsigmond Szathmáry im Gespräch. In: Kurt Estermann (Hg.): Die Orgeln der Hofkirche Innsbruck und ihr kulturelles Umfeld: Geschichte und Gegenwart, Tagungsbericht 2019 (= Studia Wilthinensia Artis Organi, Bd. 4), Innsbruck 2022. ISBN 978-3-7113-0217-5
- "Die Frische des Einfalls muss erhalten bleiben." Friedrich Cerhas Orgelwerke. In: Kurt Estermann (Hg.): Die Orgeln der Hofkirche Innsbruck und ihr kulturelles Umfeld: Geschichte und Gegenwart, Tagungsbericht 2019 (= Studia Wilthinensia Artis Organi, Bd. 4), Innsbruck 2022. ISBN 978-3-7113-0217-5